# Cemitério Judaico (Eckardroth)
O Cemitério Judaico de Eckardroth (em alemão:  Jüdische Friedhof Eckardroth) é um cemitério judaico em Eckardroth, um distrito de Bad Soden-Salmünster em Meno-Kinzig, Hessen.
O cemitério fica na zona sudeste da cidade, a leste da Landesstraße L 3196 e a norte do riacho Salz. Tem uma área de 960 m². 159 matzevas dos anos de 1747 a 1934 foram preservadas.